# Yeo Jia Min

Yeo Jia Min, 2022

Yeo Jia Min (* 1. Februar 1999 in Singapur) ist eine singapurische Badmintonspielerin.

## Karriere
Yeo Jia Min gewann als ersten großen internationalen Erfolg die Vietnam Open 2016. In der Saison 2018/2019 wurde sie erstmals singapurische Meisterin. 2019 gewann sie ebenfalls die Hyderabad Open. 2021 qualifizierte sie sich für die Olympischen Sommerspiele des gleichen Jahres, schied dort jedoch in der Vorrunde aus.

## Sportliche Erfolge
| Saison    | Veranstaltung                         | Disziplin | Platz | Name                       |
| --------- | ------------------------------------- | --------- | ----- | -------------------------- |
| 2013      | Singapore Junior International 2013   | WS        | 1     | Yeo Jia Min                |
| 2014      | German Junior International 2014      | WS        | 3     | Yeo Jia Min                |
| 2015      | Vietnam International Series 2015     | WS        | 3     | Yeo Jia Min                |
| 2015      | Juniorenasienmeisterschaft U17 2015   | WD        | 1     | Crystal Wong / Yeo Jia Min |
| 2015      | Juniorenasienmeisterschaft U17 2015   | WS        | 1     | Yeo Jia Min                |
| 2015      | Singapore International 2015          | WS        | 2     | Yeo Jia Min                |
| 2015      | German Junior International 2015      | WS        | 3     | Yeo Jia Min                |
| 2016      | Vietnam Open 2016                     | WS        | 1     | Yeo Jia Min                |
| 2016      | Indonesia Junior International 2016   | WS        | 1     | Yeo Jia Min                |
| 2016      | India Junior International 2016       | WS        | 3     | Yeo Jia Min                |
| 2017      | German Junior International 2017      | WS        | 2     | Yeo Jia Min                |
| 2017      | Dutch Junior International 2017       | WS        | 1     | Yeo Jia Min                |
| 2017      | Juniorenasienmeisterschaft 2017       | WS        | 3     | Yeo Jia Min                |
| 2018      | Commonwealth Games 2018               | WS        | 9     | Yeo Jia Min                |
| 2018      | Vietnam Open 2018                     | WS        | 1     | Yeo Jia Min                |
| 2018/2019 | Singapurische Meisterschaft 2018/2019 | WS        | 1     | Yeo Jia Min                |
| 2019      | All England 2019                      | WS        | 17    | Yeo Jia Min                |
| 2019      | Hyderabad Open 2019                   | WS        | 1     | Yeo Jia Min                |
| 2020      | All England 2020                      | WS        | 17    | Yeo Jia Min                |